# 麻生けんたろう
麻生 けんたろう（あそう けんたろう、1967年6月30日 - ）はラジオDJ、著者、司会者。

## 経歴
神奈川県出身。神奈川県立清水ヶ丘高等学校、東京電機大学電気通信工学科卒業。
オーディオメーカーのケンウッド退職後、2002年よりFMりべーるにて毎週土曜日午前9時～11時30分までFUTURE DREAMメインパーソナリティーを務める（現在は午前10時～12時生放送）。元あがり症のサラリーマンだった経験を生かし、話し下手で悩む経営者、医療関係者、就活生、女性起業家などに個別指導をする他、地元旭川ではメンタリズム 、コールドリーディング 、NLPのスキルなどを伝授する勉強会「雄風会」を主宰。2016年からは旭川市の縁結びネットワーク支援員として婚活アドバイスも行う。セラピストの石井裕之氏が提唱しているパーソナルモチベーターとしての講師活動も多い。

## 出演番組

### 現在
- FUTURE DREAM（旭川FMりべーる、毎週（土）AM10:00～AM12:00）生放送　[2]

### 過去
- HBCテレビ 朝ビタTV「ヤフオクの達人」
- HBCラジオ 福六屋ラジオショッピング
- 3時発!りべーる・ほっとステーション（旭川FMりべーる、2011年11月23日の旭川駅グランドオープン記念の公開生放送にゲストパーソナリティーとして出演）

## 主な著書
- スピーチ・プレゼン・研修・セミナー・講演 「人前で30分話すためのプロの実践テクニック」（同文舘出版）（ISBN 4495540157)
- 「しゃべる」技術～仕事力が3倍あがる話し方の極意（新書版）(WAVE出版) (ISBN 4866210303)
- 人前であがらずに3分間堂々と話ができる本 (ぱる出版) (ISBN 4827208875)
- あがり症でも大丈夫！結果を出す人、出せない人の話し方 (PHP研究所) (ISBN 4569809537)
- 話がわかりやすい！と言われる技術 スケッチ・トーキング (大和書房) (ISBN 447979347X)
- 「しゃべらない」技術～困った・苦手がスーッと消える「超」しゃべる技術（WAVE出版）(ISBN 4872904907)
- 「しゃべる」技術～仕事力が3倍あがる話し方の極意（WAVE出版）(ISBN 4872903803)
- 10人から100人の前でラクに話せる さようなら！「あがり症」（同文舘出版）(ISBN 9784495572815)
- 「もう、あがらない！結婚式のスピーチで困らない本」（同文舘出版）(ISBN 9784495579012)
- さようなら！「人見知り」～初対面の気後れ、あがりがなくなる53の考え方、話し方（同文舘出版）(ISBN 4495585916)
- 「図解 どんな場面でも会話が楽になるビジネス・シチュエーション別話し方の教科書（サンクチュアリ出版）(ISBN 4861139449)